# Пакистан на літніх Олімпійських іграх 1992
Пакистан брав участь у Літніх Олімпійських іграх 1992 року у Барселоні (Іспанія) водинадцяте за свою історію, і завоював одну бронзову медаль.

## Бронза
- Хокей на траві, чоловіки.